# UK 개러지
UK 개러지(UK-garage) 또는 줄여서 UKG는 1990년대 초중반 잉글랜드에서 유래한 전자 댄스 음악 장르이다. 이 장르는 개러지 하우스와 정글 프로덕션 방식에서 가장 분명하게 영감을 받았지만, 댄스 팝과 R&B의 요소도 포함한다. 당김음이 있는 하이햇, 심벌, 스네어가 특징인 타악기적이고 섞인 리듬으로 정의되며, 4/4 하우스 킥 패턴이나 더 불규칙한 "투스텝" 리듬을 포함할 수 있다. 개러지 트랙은 일반적으로 '잘게 썰어' 시간 확장되거나 피치 변경된 보컬 샘플을 포함하여 기본 리듬 구조를 보완하며, 템포는 보통 130 BPM 정도이다.
UK 개러지는 스피드 개러지와 투스텝과 같은 하위 장르를 포괄했으며, 2000년대 중반에는 베이스라인, 그라임, 덥스텝을 포함한 다른 음악 스타일과 프로덕션에 크게 흡수되었다. 2000년대 중반 UK 개러지의 쇠퇴는 밀접하게 관련된 UK 펑키의 탄생을 가져왔다. 2010년대에는 이 장르의 부활이 있었고, 2020년대 초에는 "새로운 UK 개러지" 또는 "NUKG"라고도 불리는 UK 개러지의 부흥이 런던 기반의 프로듀서 콘덕타(Conducta)와 그의 레코드 레이블 키위 레코즈(Kiwi Rekords)에 크게 기인했다.

## 기원
1990년대 초중반 영국에서 하우스 음악의 발전은 이전에 파라다이스 개러지 DJ들이 만들었던 용어가 스피드 개러지로 알려진 새로운 형태의 음악에 적용되게 했다. 1990년대 초, 스피드 개러지 사운드의 선구자인 미국 DJ 토드 에드워즈는 미국에 살면서도 더 소울풀한 하우스 레코드를 리믹스하고 일반 하우스 레코드보다 더 많은 타임 시프트와 보컬 샘플을 통합하기 시작했다. 그러나 이 음악 장르가 진정으로 인기를 얻기 시작한 것은 북런던 DJ DJ EZ가 에드워즈의 트랙 중 하나를 입수하여 1994년 그리니치 나이트클럽에서 더 빠른 템포로 틀면서였다.
MJ 콜(MJ Cole)은 "런던은 다문화 도시입니다... 젊은이들의 용광로와 같으며, 이는 UK 개러지 음악에 반영되어 있습니다."라고 말한 바 있다. 따라서 UKG는 분명히 영국적인 사운드로 남아 있지만, 그 발전에 있어서 흑인 디아스포라, 특히 카리브해의 영향력을 무시해서는 안 된다. UKG의 중심 인물인 MC의 개념은 자메이카 댄스홀의 '토스팅' 전통과 활기찬 사운드 시스템 문화에서 유래했다. UKG가 등장하기 전에는 래가 MC들이 음악계에서 어려움을 겪었지만, 개러지를 통해 확고한 발판을 마련했다. 사이먼 레이놀즈는 에너지 플래시에서 "갠트의 'Sound Bwoy Burial'과 같은 스피드 개러지 앤섬에서 래가 파투아 보이스의 루드 보이(rude-boy) 요소는 아마도 하우스의 '여성스러운' 관능성에 대한 '예방접종' 역할을 했을 것이다."라고 썼다. 자메이카 댄스홀 토스터처럼, 개러지 MC는 전형적으로 남성적이고 활기찬 인물로, 거칠고 도발적인 방식으로 군중의 반응을 유도하고 그들의 주의를 끈다. 레이놀즈는 믹스에 방금 들어온 레코드를 군중이 좋아하면 "Bo!"라고 외치는 예를 들었다. 그러면 MC는 DJ에게 즉시 곡을 멈추고 수동으로 처음으로 돌아가 "다시 와라"고 지시한다. 군중과 음악 공연에 참여하는 사람들 사이의 이러한 활발한 대화는 UKG의 상호작용적인 본질을 구현하며, 힙합과 레게와 같은 다른 장르에서도 볼 수 있다.

## 역사

### 정글과의 관계
당시 정글이 매우 인기를 끌었던 영국에서는 정글 행사에서 두 번째 방에 개러지가 틀어졌다. 정글이 문화적 중요성의 정점에 달한 후, 더 거칠고 테크스텝의 영향을 받은 사운드로 변모하여 주로 여성인 댄서들을 쫓아냈다. 170bpm의 정글 베이스라인을 벗어나, 개러지 방은 130bpm으로 훨씬 더 감각적이고 소울풀한 사운드를 가지고 있었다.

### MC의 역할
그 이후로 MC는 스피드 및 UK 개러지 파티와 레코드의 중요한 측면 중 하나가 되었다. 스피드 개러지의 초기 프로모터로는 드림 팀과 터프 잼(Tuff Jam)이 있었고, 해적방송으로는 런던 언더그라운드, 매직 FM, 업프론트 FM, 프리크 FM 등이 있었다. 초기 단계에서 스피드 개러지 신은 "일요일 신(Sunday Scene)"으로도 알려져 있었는데, 이는 초기 스피드 개러지 프로모터들이 일요일 저녁에만 장소를 빌릴 수 있었기 때문이었다(장소 소유주들은 금요일과 토요일 밤을 더 인기 있는 음악 스타일을 위해 남겨두는 것을 선호했다). 새로 떠오르는 스피드 개러지 사운드와 동의어가 된 레이블로는 컨페티(Confetti), 퍼블릭 디맨드(Public Demand), 500 레코즈(500 Rekords), 스프레드 러브(Spread Love), VIP가 있었다.

### 스피드 개러지
스피드 개러지는 이미 서브 베이스 라인, 래가 보컬, 스핀 백, 역재생 드럼 등 오늘날 UK 개러지 사운드의 많은 측면을 통합했다. 이른바 투스텝 사운드가 등장할 때까지 시간이 지남에 따라 변한 것은 컨템퍼러리 알앤비 스타일의 보컬, 더 섞인 비트, 다른 드럼 패턴과 같은 추가적인 펑키 요소의 추가였다. 스피드 개러지에서 투스텝으로의 가장 급진적인 변화는 각 마디에서 두 번째와 네 번째 베이스 킥을 제거한 것이었다. 한 마디에 킥 드럼 비트가 두 개뿐인 트랙은 전통적인 포투더플로어(four-to-the-floor) 비트보다 느리게 인식되지만, 당김음 베이스 라인과 패드, 스트링과 같은 다른 악기의 타악기적 사용을 도입하여 청취자의 흥미를 유지한다.
스피드 개러지 트랙은 빠른 하우스 스타일의 비트에, 당시 드럼 앤 베이스 프로듀서들 사이에서 유행했던 롤링 스네어와 역전 왜곡 베이스라인이 보완되어 특징지어졌다.
스피드 개러지 사운드를 다듬은 공로를 인정받는 사람들 중 뉴저지 프로듀서 토드 에드워즈는 보컬을 다루는 새로운 방식을 도입하여 UK 개러지 사운드에 중요한 영향을 미친 것으로 자주 인용된다. 그는 완전한 구절과 코러스를 사용하는 대신 보컬 구절을 발췌하여 샘플링 기술을 사용하여 악기처럼 연주했다. 종종 개별 음절이 역재생되거나 피치 변경되었다. 이러한 보컬 처리 방식은 여전히 UK 개러지 스타일의 핵심적인 특징이다. 아먼드 밴 헬든이 스니커 핌프스의 "스핀 스핀 슈가"를 1997년에 리믹스한 스피드 개러지 버전은 이 장르를 더욱 대중화시켰고, 때로는 스피드 개러지를 주류로 끌어올린 공로를 인정받기도 한다. 또 다른 밴 헬든 리믹스 중 인기 있었던 것은 CJ 볼랜드의 "Sugar Is Sweeter"의 드럼 앤 베이스 믹스이다. 1997년에 큰 클럽 히트를 기록한 스피드 개러지 듀오로는 더블 99, 187 록다운, 인더스트리 스탠더드(Industry Standard)가 있었다. 앞의 두 듀오는 1997년과 1998년에 모두 UK 톱 20 히트를 기록했다. 더블 99의 "립그루브"는 두 번째 발매에서 14위를 기록했고, 187 록다운의 "건맨"과 "쿵푸"는 각각 16위와 9위를 기록했다. 인더스트리 스탠더드는 "Vol. 1 (What You Want What You Need)"으로 1998년 1월에 34위를 기록하며 톱 40 히트를 기록했고, 1997년 XL 레코딩스에서 발매된 데이먼 트루이트(Damon Trueitt)가 피처링한 소모어(Somore)의 "I Refuse (What You Want)"는 1998년 1월에 21위를 기록했으며, 인더스트리 스탠더드, 램지 앤 펜(Ramsey & Fen), R.I.P. 프로덕션, 시리어스 데인저의 믹스를 포함하고 있었다. 시리어스 데인저는 1997년 12월 40위로 데뷔하고 정점을 찍은 "디퍼"로 차트 히트를 기록했고, 파불러스 베이커 보이즈(Fabulous Baker Boys)는 1997년 11월 34위를 기록하고 조니 L의 1992년 레이브 트랙 "Hurt You So"를 샘플링한 "Oh Boy"로 차트 히트를 기록했다.

### 투스텝 (1997~1999)
아마도 투스텝 트랙의 가장 초기 사례 중 하나는 1997년 켈리 지(Kelly G)가 티나 무어의 "Never Gonna Let You Go"를 리믹스한 곡으로, UK 차트에서 7위를 기록했다. 로이 데이비스 주니어도 UK 개러지 신에 큰 영향을 미쳤는데, 1997년 XL 레코딩스에서 발매된 페븐 에버렛(Peven Everett)이 피처링한 거대한 클럽 히트곡 "Gabriel"은 UK 차트에서 22위를 기록했다. 러브스테이션은 "Teardrops" 버전을 발매하여 1998년에 14위를 기록했다. 둘러리, 섕크스 & 빅풋의 이전 이름은 1998년에 "Straight from the Heart"로 20위 히트를 기록했다. 이 곡의 다음 해 재발매는 그들의 1위 싱글 "스위트 라이크 초콜릿"의 성공 덕분에 더 좋은 성과를 거두어 9위를 기록했다. 제스 잭슨(Jess Jackson)은 많은 개러지 레코드를 책임졌지만, 그중에서도 눈에 띄는 것은 "Hobson's Choice"였다. 이 레코드의 B면은 UK 개러지 신을 펑키하고 소울풀한 것에서 어둡고 베이스가 강한 것으로 변화시켰다. 투스텝 진화의 또 다른 예는 1999년 샤이 쿠키(Shy Cookie)와 DJ 럭이 발매한 "Troublesome"으로, 논샘플드 투스텝 비트가 완전한 래가 보컬(래가 아티스트 트러블섬이 공연)과 합쳐졌다.
영국의 토드 에드워즈에 해당하는 인물은 클래식 오보에 및 피아노 연주자였던 MJ 콜로, 1990년대 후반부터 2000년대 초반까지 차트 및 언더그라운드 히트곡을 많이 발표했으며, 특히 "Sincere"와 "Crazy Love"가 대표적이다. MJ 콜은 또한 BBC "올해의 젊은 음악가" 상을 수상하기도 했다.

#### 미국적 영향
초기 UK 개러지에서 R&B의 영향을 들을 수 있는데, 이 장르는 더 복잡한 드럼 비트와 강한 당김음(스윙), 그리고 더 높은 템포(보통 130에서 138 BPM 사이)로 인해 더 에너지 넘치는 느낌을 제공했다. 그러나 아트풀 다저의 "Twentyfourseven"과 같은 트랙에서는 더 느리고 단순한 R&B 풍의 드럼 패턴을 들을 수 있다. 이는 이러한 트랙들이 댄스 플로어보다는 더 상업적인 장면을 목표로 삼기 위함이었다. 개러지 프로듀서들은 이후 미국 컨템퍼러리 R&B 히트곡의 영국 버전을 대량 생산하기 시작했는데, 특히 브랜디와 모니카의 "The Boy Is Mine"이 대표적이다. 아키텍츠는 보컬을 시간 확장하여 빠르게 만들고 사운드 효과를 추가하여 경쟁적인 성격을 높였다. "B&M 리믹스"는 결국 2만 장의 부틀렉으로 판매되었다.

### 1999–2000: 해적 방송의 역할, UK 차트 성공
해적 방송국인 린스 FM, 아이스 FM, 데자부, 플렉스 FM의 지속적인 지원과 함께 UK 개러지의 인기는 1999년에 주류로 진입하여 음악 차트에 진입했다. 프로덕션 듀오 섕크스 & 빅풋과 아트풀 다저는 각각 "스위트 라이크 초콜릿"(영국에서 1위를 차지한 최초의 UK 개러지 트랙)과 "리-리와인드"로 큰 성공을 거두었다. 플래티넘 판매를 기록한 "스위트 라이크 초콜릿"의 성공 이후 물꼬가 트였다. "리-리와인드"는 클리프 리처드와 그의 노래 "더 밀레니엄 프레이어"에 의해 1위 자리를 놓쳤지만, 이 또한 플래티넘 판매를 기록했으며, 개러지 신의 처음이자 마지막 중 하나였다. 이 곡들은 투스텝 신의 앤섬이 되었고, BBC의 톱 오브 더 팝스에 등장했다. 1999년의 다른 큰 히트곡으로는 아먼드 밴 헬든의 1위 하우스/개러지 앤섬 "You Don't Know Me"가 있다. UK 개러지는 아니지만, 미스터 우이조의 1위 싱글 "플랫 비트"는 발매 당시 해적 방송국에서 광범위하게 방송되어 하우스, 브레이크비트, UK 개러지 DJ들에게 필수곡이 되었고, 이에 따라 이 트랙의 수많은 UK 개러지/투스텝 리믹스/부틀렉이 탄생했다. 다 클릭 (피드 파이퍼, MC 크리드, PSG, 언노운 MC, 가수 발레리 엠)은 "굿 라임스"로 14위 히트를 기록했고, 음악 트리오 드림 팀은 네네 체리의 1992년 노래 "Buddy X"의 개러지 리믹스인 "버디 X 99"로 15위 히트를 기록했다. DJ 럭 & MC 니트도 1999년 말부터 2000년 초까지 "어 리틀 빗 오브 럭"으로 차트 히트를 기록했다.
새로운 천년에도 많은 UK 개러지 아티스트들이 상업적으로 성공적인 싱글을 발표하며 UK 개러지와 투스텝을 향후 몇 년 동안 UK 차트에서 안정적인 위치로 만들었다. 여러 UK 개러지 아티스트의 데뷔 싱글은 UK 차트에서 1위를 차지했다. 크레이그 데이비드의 데뷔 솔로 싱글 "필 미 인"은 R&B와 투스텝의 혼합으로, 다양한 개러지 리믹스가 포함된 싱글 형식으로 2000년 4월에 1위를 차지했다. 한 달 후, 옥사이드 & 뉴트리노의 "바운드 포 다 리로드 (캐주얼티)"는 차트 1위로 데뷔했다. 2000년의 다른 톱 10 히트곡으로는 아트풀 다저의 "무빙 투 패스트"(2위), "Woman Trouble"(6위), "플리즈 돈트 턴 미 온"(4위), 스위트 피메일 애티튜드의 "Flowers"(2위), 트루 스테퍼스의 "버긴"(6위)과 "아웃 오브 유어 마인드"(2위), B-15 프로젝트의 "Girls Like Us"(7위), DJ 럭 & MC 니트의 "마스터블래스터 2000"(5위)과 "에인트 노 스토핀 어스"(8위), MJ 콜의 "Crazy Love"(10위), Wookie의 "Battle"(10위), 론요의 "Summer of Love"(8위), 아키텍츠의 "바디 그루브"(3위), 옥사이드 & 뉴트리노의 "노 굿 4 미"(6위) 등이 있다. 2000년의 또 다른 큰 히트곡은 독일 프로듀서 아지도 다 베이스의 노래 "둠스 나이트"(8위)의 티모 마스 리믹스였는데, 이 곡은 당시 UK 개러지와 매우 밀접하게 관련되어 있었고, 주요 클럽 히트곡이 되어 여러 UK 개러지 컴필레이션에 등장했다. 또한 개러지 듀오 스탠턴 워리어스에 의해 "Dooms Night (Revisited)"라는 제목으로 리믹스되기도 했다.

### 2001년 히트곡
2001년에 DJ 피드 파이퍼와 마스터즈 오브 세리모니스는 "두 유 리얼리 라이크 잇?"으로 유일한 1위 히트곡을 얻었다. 두 달 후인 2001년 8월, 사우스 런던의 콜렉티브 소 솔리드 크루는 그들의 두 번째 싱글 "21 세컨즈"로 1위를 차지했다. 2001년 말에는 또 다른 투스텝 앤섬이 UK 차트 1위를 차지했는데, 대니얼 베딩필드의 데뷔 싱글 "Gotta Get Thru This"였다. 2001년의 다른 톱 10 히트곡으로는 선십이 믹스한 미스-티크의 "Why"(8위), "All I Want"(2위), "One Night Stand"(5위), 아트풀 다저의 "TwentyFourSeven"(6위), 리버티의 "Thinking It Over"(5위), 옥사이드 & 뉴트리노의 "업 미들 핑거"(7위), 소 솔리드 크루의 "They Don't Know"(3위) 등이 있다.

### 2002년: 투스텝과 그라임
2002년은 투스텝이 펑키하고 소울 지향적인 사운드에서 "그라임"이라는 더 어두운 방향으로 진화하는 것을 보았고, 이제는 그 자체로 장르가 되었다. 이 시기 동안 전통적인 UK 개러지는 장르의 더 거친 측면에서 비롯된 나쁜 평판과 소 솔리드 크루 멤버들을 둘러싼 공공연한 폭력으로 인해 언더그라운드로 밀려났다. 그럼에도 불구하고, 2002년부터 2004년까지 여러 UK 개러지 노래가 차트에 등장했는데, 하트리스 크루의 "The Heartless Theme"(21위), 디스턴트 사운즈의 "Time After Time" 버전(20위), 소 솔리드 크루의 "Ride wid Us"(19위)와 "Haters"(8위), 레이디스 퍼스트의 "I Can't Wait" 버전(19위), 페이 애즈 유 고의 "샴페인 댄스"(13위), 미스터 레즈 대 DJ 스크리블의 "에브리바디 컴 온 (캔 유 필 잇)"(13위), 미스-티크의 "B 위드 미"(5위), 제임슨의 "True"(4위)와 "Take Control"(16위), 그리고 3 오브 어 카인드의 "Baby Cakes"는 2004년 8월에 1위 히트곡이었다.
2001년에서 2003년경의 주목할 만한 초기 그라임 아티스트로는 러프 스쿼드, 모어 파이어 크루, 디지 래스컬(2003년 데뷔 앨범 Boy in da Corner 발매), 롤 딥, 그리고 와일리가 있다.
이 시기 동안 UK 개러지에는 또한 강력한 계급 분열이 있었다. 개러지의 전성기인 1990년대 후반에는 매우 열망적인 장르였다. 사람들이 클럽에 개러지를 들으러 갈 때, 그들은 세련되고 깔끔하게 옷을 입었다. 트와이스 애즈 나이스(Twice as Nice)와 같은 클럽은 테니스화, 청바지, 야구모자를 금지하는 복장 규정을 시행했다. 공식적인 복장 규정은 좋은 옷에 대한 중요성을 스타일에서 사람들을 배제하는 것으로 바꾸었다. 복장 규정은 "사람들이 노력하도록 격려"하기 위함이었지만, "문제를 막기" 위함이기도 했다. 시간이 지나면서 클럽은 금속 탐지기를 설치했는데, 이는 "갱스터들이 비싼 옷을 입는 것을 좋아하지만", 이론적으로는 여전히 총을 휴대할 수 있었기 때문이다. 결국, 소 솔리드 크루와 같은 그룹이 개러지 트랙에 대한 그들의 가사 때문에 더 도시적이고 하위 계층의 관객을 레이브로 끌어들이자, 이전 관객들이 들을 가능성이 줄어들었기 때문에 개러지는 그라임으로 전환하기 시작했고, 라디오와 클럽은 개러지에게 기회를 주지 않았다.

### 2007년: 개러지 부활
2007년, 여러 DJ들이 UK 개러지의 인기를 홍보하고 부활시키는 데 도움을 주었으며, 프로듀서들은 새로운 UK 개러지, 일명 "뉴 스쿨" UK 개러지 또는 "베이스라인"을 만들었다.
2007년 말에는 T2의 "Heartbroken"과 H "Two" O의 "What's It Gonna Be"와 같은 주목할 만한 트랙들이 주류 차트에 진입하면서 "뉴 스쿨" UK 개러지가 다시 주류로 부상했다. 이 부활은 DJ EZ가 Pure Garage Rewind: Back to the Old Skool을 발매하면서 더욱 활성화되었는데, 이 음반에는 3장의 "올드 스쿨" UK 개러지 CD와 새로운 "뉴 스쿨" UK 개러지 CD 한 장이 포함되어 있었다.

### 2010년대 재부상
2011년 초부터 투스텝 개러지가 점차 재부상하기 시작했다. Wookie, MJ 콜, 제드 바이어스, 마크 힐(이전에는 아트풀 다저의 절반)과 같은 프로듀서들은 더 투스텝 느낌의 트랙을 제작하며 장면에 복귀했다. 2012년과 2013년 내내 성공을 거둔 전자 음악 듀오 디스클로저와 알루나조지는 종종 그들의 음악에 UK 개러지 요소를 사용하며, 논쟁의 여지는 있지만, 각각 "You & Me"와 "We Are Chosen"을 포함한 그들의 가장 큰 히트곡 중 일부는 업데이트된 더 깨끗한 사운드의 완전한 투스텝이다. 곧이어 "원래" 스타일의 개러지가 크게 돌아왔으며, 무니(Moony), DJD, 터프 컬처(Tuff Culture)와 같은 프로듀서들이 길을 열었다. 이 장르의 선구적인 레이블 중 하나인 아이스크림 레코즈(Ice Cream Records)는 "립그루브", 트루 스테퍼스의 "Out of Your Mind", 케일 르 록의 "My Love" 등과 같은 앤섬을 책임졌으며, 전설적인 트리오 외의 DJ를 영구 로스터에 처음으로 포함시켰다.
AJ 트레이시의 노래 "Ladbroke Grove"는 2019년 2월 UK 싱글 차트에서 48위로 데뷔했지만, 싱글 발매 후 2019년 10월에 3위로 정점을 찍었다. 2019년 9월, 영국 축음기 협회는 이 노래가 차트 판매량 600,000장을 넘어 플래티넘 인증을 받았다고 발표했다. 이 곡은 2019년 가장 많이 팔린 노래 중 하나였다.
2010년대의 다른 히트곡으로는 토들라 티의 "Take It Back", 올 어바웃 쉬의 "하이얼 (프리)", 너티 보이의 "La La La", 시프트 K3Y의 "Touch", 체이스 앤 스테이터스의 "블랙 앤 블루", M.O의 "댄스 온 마이 온", 디스클로저의 "Omen" 및 크레이그 데이비드의 "웬 더 베이스라인 드롭스"와 "One More Time" 등이 있다.

### 2020년대
2020년대에는 AJ 트레이시와 메이블의 "웨스트 텐", 앤마리, KSI (유튜버) 및 디지털 팜 애니멀스의 "돈 플레이", 핑크팬서리스의 "저스트 포 미", "Pain"(스위트 피메일 애티튜드의 "Flowers"를 보간함) 및 "Where You Are", 칩과 버그지 말론의 "Grown Flex", 모리슨과 에이치의 "House & Garage", 정국의 "Seven" 및 제인의 "Love Like This"와 같은 새로운 음반들이 발매되었으며, 이들 모두 영국 차트에 진입했다. 쿠럽트 FM은 데뷔 앨범 The Greatest Hits (Part 1)을 발매하여 영국 음반 차트에서 8위를 차지했다. 이 앨범에는 크레이그 데이비드(리드 싱글 "Summertime"에 피처링), 미스트, 제이케이, D 더블 E, MC 크리드, 빅 나스티, 제너럴 레비가 참여했다.
2020년 5월, 영국 밴드 The 1975는 그들의 네 번째 정규 앨범 Notes on a Conditional Form을 발매했는데, 이 앨범은 영국 댄스 음악 신, 특히 UK 개러지에 큰 영향을 받았다. 주목할 만한 곡으로는 "프레일 스테이트 오브 마인드", "Yeah I Know", "Shiny Collarbone", "Having No Head", "I Think There's Something You Should Know" 등이 있다.

## 개러지에서 진화한 장르

### 덥스텝
1990년대 후반 우키, 제드 바이어스, 샤이 쿠키(Shy Cookie), 엘-B, 아트워크(Artwork, DND 소속)와 같은 아티스트들이 제작한 다크 개러지 사운드는 그라임과 덥스텝 모두의 기반을 마련했다. 그라임과 병행하여 발전한 덥스텝은 다크 개러지의 대부분 기악적이고 간결한 형태를 취하며, 덥 레게의 프로덕션 가치와 영향력을 도입했다.

### UK 펑키
일부 UK 개러지/덥스텝/그라임/베이스라인 프로듀서들은 UK 펑키라고 불리는 다른 사운드로 옮겨갔는데, 이는 다양한 소울풀 하우스 음악의 프로덕션 가치를 UK 개러지 요소와 결합하여 표준 하우스 음악 템포로 융합하고, 소카를 아프리카 비트에서 온 부족 스타일의 타악기와 혼합한 것이다.

### 퓨처 개러지
덥스텝의 현대적인 분파로 UK 개러지의 큰 영향을 받은 장르로는 퓨처 개러지가 있다.